# Liste der denkmalgeschützten Objekte in St. Marienkirchen an der Polsenz
Die Liste der denkmalgeschützten Objekte in St. Marienkirchen an der Polsenz enthält die denkmalgeschützten, unbeweglichen Objekte der Gemeinde St. Marienkirchen an der Polsenz in Oberösterreich (Bezirk Eferding).

## Denkmäler
| Foto |                 | Denkmal                                                                | Standort                                                      | Beschreibung | Metadaten |
| ---- | --------------- | ---------------------------------------------------------------------- | ------------------------------------------------------------- | --- | --- |
| ja   | Datei hochladen | Pfarrhof HERIS-ID: 8156 Objekt-ID: 4104                                | Kirchenplatz 9 Standort KG: St. Marienkirchen an der Polsenz  | | BDA-Hist.: Q37996966 Status: § 2a Stand der BDA-Liste: 2025-06-30 Name: Pfarrhof GstNr.: .39/1                                                                                  |
| ja   | Datei hochladen | Heimathaus (Mostmuseum) HERIS-ID: 8157 Objekt-ID: 4105                 | Kirchenplatz 10 Standort KG: St. Marienkirchen an der Polsenz | | BDA-Hist.: Q37996980 Status: § 2a Stand der BDA-Liste: 2025-06-30 Name: Heimathaus (Mostmuseum) GstNr.: .39/1 Heimathaus Sankt Marienkirchen an der Polsenz                     |
| ja   | Datei hochladen | Kath. Pfarrkirche zur Himmelfahrt Mariä HERIS-ID: 8153 Objekt-ID: 4101 | Kirchenplatz 11 Standort KG: St. Marienkirchen an der Polsenz | Eine im Kern gotische Kirche mit einem dreischiffigen Langhaus und einem eingezogenen Chor. Der Turm in nördlichen Chorwinkel wurde 1721 im barocken Stil ausgebaut. | BDA-Hist.: Q25929269 Status: § 2a Stand der BDA-Liste: 2025-06-30 Name: Kath. Pfarrkirche zur Himmelfahrt Mariä GstNr.: .21 Parish church in Sankt Marienkirchen an der Polsenz |